# عبد اللطيف شوقي
عبد اللطيف شوقي (مواليد سنة 1972) ممثل مغربي، بدأ مسيرته من خلال المسرح الجامعي، وشارك في عدة أفلام ومسلسلات مغربية وأجنبية.

## أعماله

### أفلام
- 2010: براق للمخرج محمد مفتكر
- 2011: موشومة للمخرج لحسن زينون
- 2011: الفصول الخمسة لسناء عكرود
- 2012: عطاتو ليام لشوفي العوفير
- 2013: القمر الأحمر لحسن بنجلون
- 2013: الصرخة الأخيرة لمحمد نصرات
- 2013: رصيف القدر لأمينة السعدي (فيلم قصير)
- 2014: حب الرمان لعبد الله فركوس
- 2014: راجل حليمة للسعيد بن تاشفين
- 2014: ولكم واسع النظر لحسن غنجة
- 2015: عايدة لإدريس المريني
- 2015: صمت الذاكرة لعبد السلام الكلاعي
- 2016: اختيار أسماء لحسن بنجلون
- 2019: دقات القدر لمحمد اليونسي
- 2024: الجميع يحب تودة لنبيل عيوش

### مسلسلات
- 2007: القضية
- 2012: الغريب
- 2012: الحياني
- 2015: مقطوع من شجرة
- 2019: المدني
- 2019: عيون غائمة
- 2020: السر المدفون
- 2020: الإرث

## روابط خارجية
- عبد اللطيف شوقي على موقع IMDb (الإنجليزية)
- عبد اللطيف شوقي على موقع قاعدة بيانات الأفلام العربية
- عبد اللطيف شوقي على موقع ألو سيني (الفرنسية)
- عبد اللطيف شوقي على موقع قاعدة بيانات الفيلم (الإنجليزية)